# Zone d'occupation britannique en Allemagne
1945 – 1947 (1949)
Entités précédentes :
- Troisième Reich

Entités suivantes :
- Bizone (1947)
- République fédérale d'Allemagne (1949)
- Berlin-Ouest (1949)

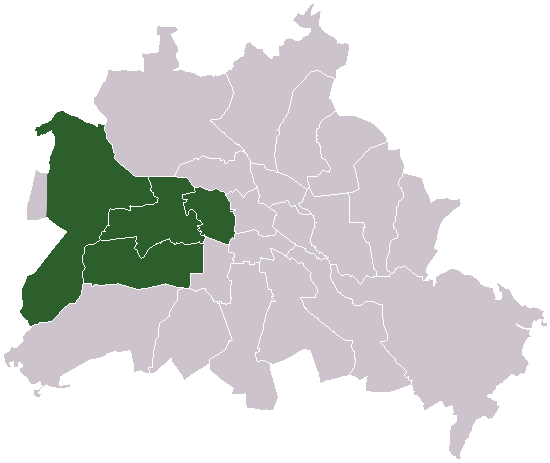
Le secteur d'occupation britannique à Berlin.

La Zone d'occupation britannique (en allemand Britische Besatzungszone ; en anglais British Zone of Occupation) était l'une des quatre zones alliées établies en Allemagne après la Seconde Guerre mondiale de 1945 à 1955.

## Étendue territoriale
Elle était constituée par les actuels Länder de :
- Schleswig-Holstein ;
- Hambourg ;
- Basse-Saxe ;
- Rhénanie-du-Nord-Westphalie.

Ainsi que les districts ouest-berlinois de :
- Tiergarten ;
- Charlottenburg ;
- Wilmersdorf ;
- Spandau.

Son quartier général était établi dans la ville de Bad Oeynhausen en Rhénanie-du-Nord-Westphalie.

## Forces militaires
La British Army of the Rhine (BAOR) et la Second Tactical Air Force (nommé British Air Forces of Occupation du 15 juillet 1945 au 1er octobre 1951 puis Royal Air Force Germany (RAFG) le 1er janvier 1959) étaient les forces armées chargées de la sécurisation de cette zone. 
L'armée belge d'occupation (qui deviendra en 1955 les Forces belges en Allemagne) la secondera dans un secteur le long de la frontière belge.
À partir du 15 mai 1947, une brigade d'environ 4 000 hommes de l'armée danoise sous commandement britannique participera à cette mission.
À partir de novembre 1951, les forces canadiennes déployèrent également un contingent de 10 000 militaires dans plusieurs bases autour de Soest, l, en 1970, celui-ci réduit à moins de 3 000 hommes déménage à Lahr, une ville de la région de la Forêt-Noire.

## Liste des commandants de zone

### Gouverneurs militaires
- 22 mai 1945 – 30 avril 1946 : Bernard Montgomery
- 1er mai 1946 – 31 octobre 1947 : William Sholto Douglas
- 1er novembre 1947  – 21 septembre 1949 : Brian Hubert Robertson

### Hauts-commissaires
- 21 septembre 1949 – 24 juin 1950 : Brian Hubert Robertson
- 24 juin 1950 – 29 septembre 1953 : Ivone Kirkpatrick
- 29 septembre 1953 – 5 mai 1955 : Frederick Hoyer-Millar